# Mlinci
Mlinci (tjestenina) su jelo hrvatske i slovenske kuhinje, koje se koristi kao prilog, najčešće uz pečenu perad.
Mlinci se rade od pšeničnog brašna, soli i vode (uz ponekad dodatak jaja i masnoće), tanko vaǉaju (oko 1 mm) i peku u peći ili na vrućoj ploči. Tako pripremǉeni mlinci mogu trajati neko vrijeme ako se čuvaju na suhom.
Za posluživaǌe mlinci se razlome (npr. na komade oko 5 cm), te preliju vrelom soǉenom vodom ili juhom, u što se može dodati i umak od pečeǌa. Kako mlinci brzo upijaju tekućinu i pri tome omekane, nakon prelijevaǌa ih treba bez miješaǌa ocijediti kako ne bi previše omekanili i postali gǌecavi.
Poslužuju se često uz puricu, patku ili gusku. Purica s mlincima je poznat hrvatski specijalitet, posebno u Zagorju i Slavoniji. U Sloveniji se patka ili guska s mlinicma tradicionalno jede na dan Sv. Martina.

## Vanjske poveznice
- Hrvatski recept purice s mlincima
- Slovenski recept patke s mlincima (na engleskom)